# Kehek
Els kehek, també qeheq o geheg, foren un poble libi que combaté amb els egipcis en temps de l'Imperi Nou d'Egipte. Apareixen esmentats al Papir Anastasi I com a part de les tropes egípcies en una suposada invasió al Djahy ensems als sherden, meixweix, nubians i arquers egipcis.
Hom ha proposat d'identificar-los amb els giligammes que esmenta Heròdot en la seva relació de tribus de Líbia.